# Stazione di San Faustino-Casigliano
Stazione di San Faustino-Casigliano vasútállomás Olaszországban, Umbria régióban, Massa Martana településen.

## Vasútvonalak
Az állomást az alábbi vasútvonalak érintik:
- Centrale Umbra-vasútvonal

## Kapcsolódó állomások
A vasútállomáshoz az alábbi állomások vannak a legközelebb: 
- Stazione di Massa Martana (Stazione di Terni, Centrale Umbra-vasútvonal)
- Collevalenza-Rosceto Rosaro railway station (Sansepolcro railway station, Centrale Umbra-vasútvonal)